# Molí d'en Miquel Pastoreta
El molí d'en Miquel Pastoreta, o molí d'en Pastureta és un molí de vent fariner que forma part del molinar de Fartàritx, a Manacor. S'ubica en la prolongació del carrer de na Comtessa, 57, però sense avenir-se amb la seva alineació. Roman aïllat i gaudeix d'una carrera i corral al seu davant. Destaca el forn de pa i la cisterna.

## Tipologia i elements
El molí d'en Miquel Pastoreta és un molí amb base de forma quadrada i una planta d'altura. Els paraments combinen la paret verda i els carreus de marès. La façana de ponent està referida i pintada de blanc. S'hi obre una portassa d'arc rebaixat i una finestra. Al cantó es localitza una pedra fermadora. La façana principal s'orienta al migjorn. S'hi obre un portal allindanat, una finestra i un finestró. Al costat dret del portal s'hi adossa una escala que permet l'accés a l'envelador. A l'escala s'adossa un forn de pa. Davant la façana es localitza una cisterna. El parament de la torre també combina la paret verda (part inferior) i els carreus de marès (part superior). Al migjorn s'obre un portal allindanat i a la part superior s'obren dos finestrons. Presenta un capell modern que combina el metall i el vidre. L'interior es configura mitjançant voltes de canó i d'aresta. No conserva cap peça de la maquinària.

## Galeria

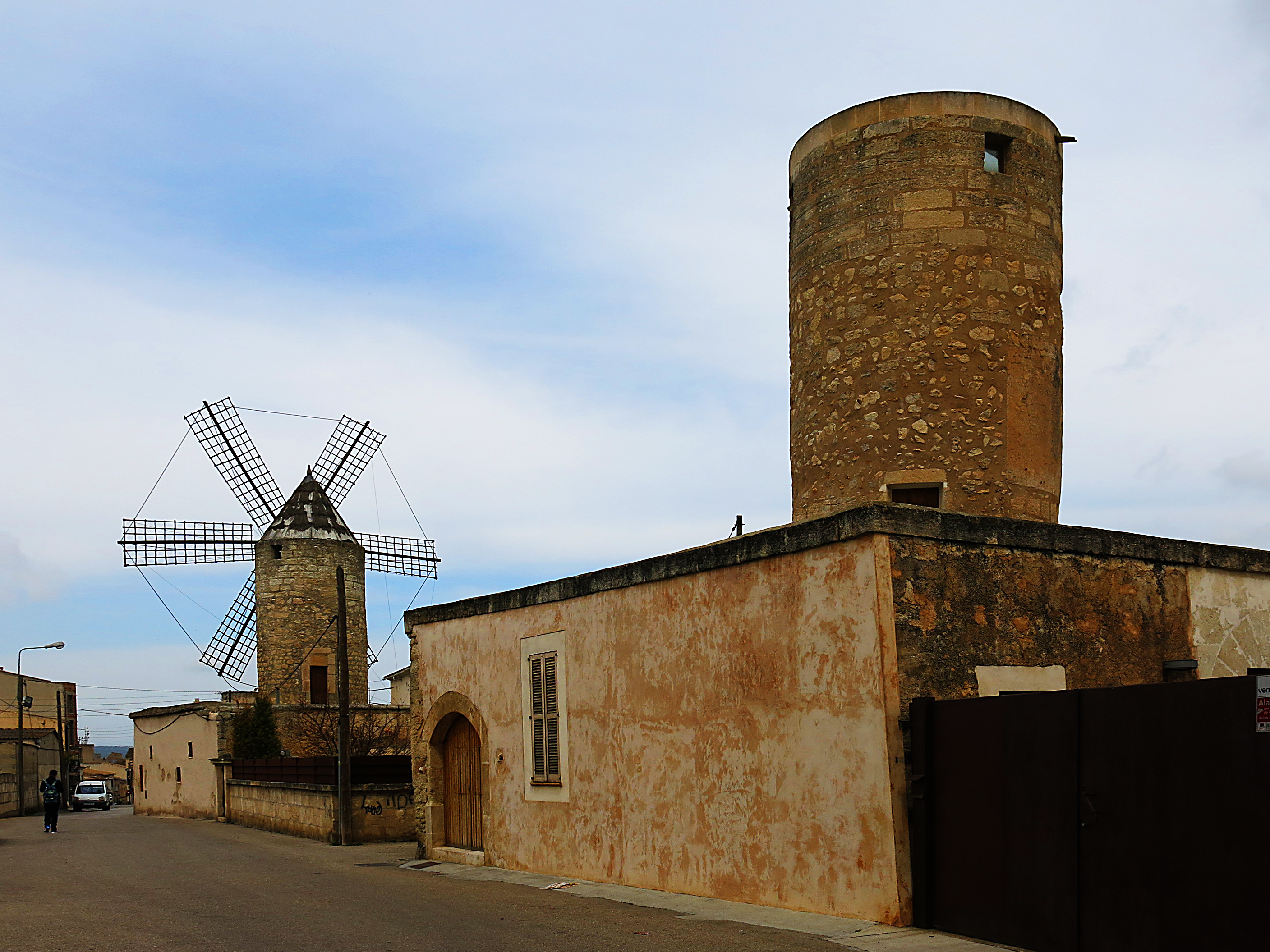